# 龙谢尔
龙谢尔（法語：Ronchères，法語發音：[ʁɔ̃ʃɛʁ]）是法国上法蘭西大區埃纳省的一个市镇，属于蒂耶里堡区。

## 地理
龙谢尔（49°8'39"N, 3°36'7"E）面积6.06 平方千米，位于法国上法蘭西大區埃纳省，该省份为法国北部内陆省份，北起北部省，西接索姆省和瓦兹省，东临阿登省和马恩省，西南至塞纳-马恩省，东北部与比利时接壤。
与龙谢尔接壤的市镇（或旧市镇、城区）包括：谢尔日、库尔蒙、马恩河畔特雷卢、尚瓦西、圣热姆。

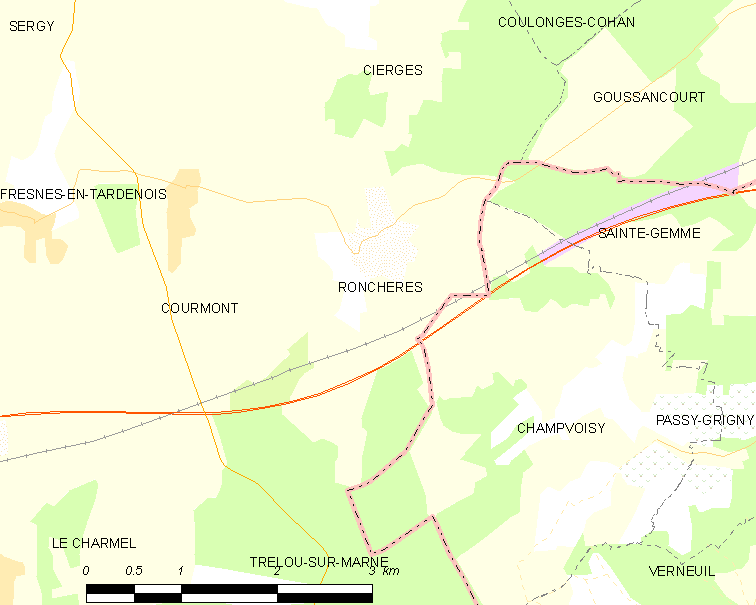
龙谢尔的OSM定位图

龙谢尔的时区为UTC+01:00、UTC+02:00（夏令时）。

## 行政
龙谢尔的邮政编码为02130，INSEE市镇编码为02655。

## 政治
龙谢尔所属的省级选区为塔德努瓦地区费尔县。

## 人口

1962-2008年间龙谢尔人口变化图示

龙谢尔于2022年1月1日时的人口数量为152人。